# Carl Friedrich Goerdeler

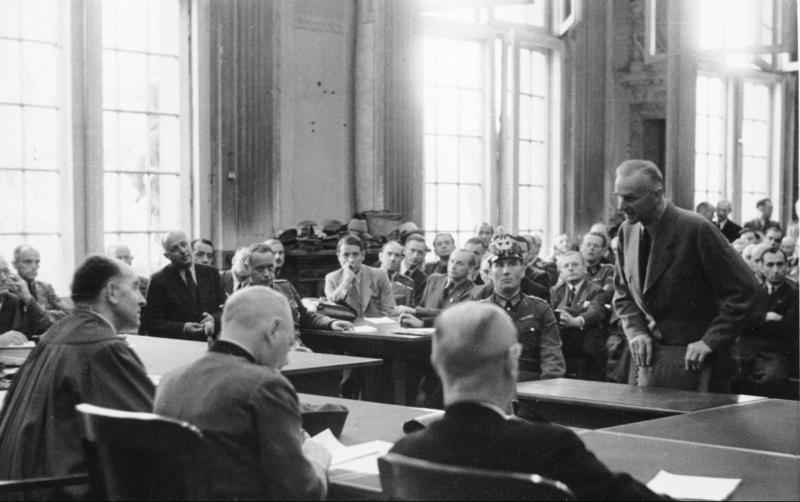
En el juicio frente a Roland Freisler.

Carl Friedrich Goerdeler (31 de julio de 1884 - 2 de febrero de 1945) fue un político, ejecutivo, economista monárquico y conservador alemán integrante del movimiento "Widerstand", oponente tenaz al régimen nazi y participante en el complot del 20 de julio de 1944 para asesinar a Hitler. 
De haberse llevado a cabo con éxito, hubiese sido el nuevo canciller alemán. Al fallar la conspiración, fue apresado, torturado, enjuiciado y ahorcado.

## Biografía
Nació en Schneidemühl (Piła, Polonia), la antigua Prusia. Sus padres eran miembros del conservadurismo desde 1899. Nació y se crio en una familia culta, luterana, conservadora y nacionalista. Estudió Economía y Derecho en Tubinga de 1902 a 1905, trabajando en cargos públicos a partir de 1911. Ese año se casó con Anneliese Ulrich, con quien tuvo cinco hijos.
Durante la Primera Guerra Mundial luchó en el frente oriental, siendo ascendido a capitán. En 1918, formó parte del gobierno militar alemán en Minsk y en Danzig. Al relevo se integró en el conservador partido nacional del pueblo y, como la mayoría del pueblo alemán, rechazó el Tratado de Versailles.
En 1922, Goerdeler fue elegido alcalde (Bürgermeister) de Königsberg y en 1930 alcalde de Leipzig. En 1931 el canciller Heinrich Brüning le confió las políticas inflacionarias del Reich. En 1932 fue candidato a canciller pero fue Franz von Papen finalmente el elegido. Goerdeler se opuso tempranamente a los nazis cuando estos ascendieron al poder y dejó el partido Popular DNVP cuando este movimiento comenzó a colaborar con el nacionalsocialismo.
A principios de la década de 1930, consideró momentáneamente a Hitler un "dictador iluminado" que con consejos adecuados podría sacar a Alemania de la debacle económica, pero después de 1933 fue una de los pocas personalidades que se opuso firmemente. El 1 de abril de 1933, cuando se ordenó el primer boicot a los negocios judíos, Goerdeler apareció vestido con su uniforme de Oberbürgermeister ordenando a las Sturmabteilung (SA) que terminaran con la medida opresiva y liberando a varios judíos detenidos por las SA.
Pese a las fuertes presiones que el partido nazi ejerció en la sociedad alemana, nunca se adhirió al partido nazi y hacia 1935 se hallaba completamente defraudado por Hitler, pues pensaba que la política económica basada en la deuda flotante era altamente irresponsable. Nombrado en 1934, fue nuevamente comisionado del Tercer Reich para combatir la inflación galopante generada en un principio. En 1936 se opuso públicamente a la demolición del monumento al compositor judío alemán Felix Mendelssohn.
Antes de viajar a Finlandia, se reunió con Adolf Hitler y Joseph Goebbels, recibiendo la falsa promesa de que nada le sucedería a la estatua del músico. La estatua fue demolida y a su regreso se cuestionó su actitud prosemita en la "Cuestión Judía". Goerdeler renunció a proponerse nuevamente al cargo de alcalde en Leipzig y renunció el 31 de marzo de 1937.
Se le ofreció un alto cargo en la firma Krupp AG pero Hitler lo impidió. A partir de ese momento estuvo involucrado activamente en complots antinazis, viajando a Francia, el Reino Unido, Estados Unidos, los Balcanes y Canadá, alertando sobre los peligros de las políticas nazis.
Se hizo miembro del personal privado del General Ludwig Beck, opositor a Hitler. Se reunió con Winston Churchill y Robert Vansittart.
En noviembre de 1938, ante la política de expulsión de los judíos, trató de interceder para que Inglaterra recibiera a 10 000 judíos polacos que los alemanes habían expulsado de Alemania y que Polonia rehusaba aceptar. 
En 1939-1940, Goerdeler se une a Ulrich von Hassell, el General Ludwig Beck, y Johannes Popitz, y se planea un atentado contra Adolf Hitler.
En septiembre de 1943, Goerdeler ruega a Jacob Wallenberg que solicite al gobierno británico la suspensión de los bombardeos de Berlín, Stuttgart y Leipzig. 
A diferencia del Círculo de Kreisau, Goerdeler, como economista, era un propulsor del capitalismo. Algunos historiadores, como Christof Dipper y Martin Broszat, afirman que Goerdeler era tan antisemita como los nazis. Peter Hoffmann, por el contrario, lo rehabilita en "The German Resistance and the Holocaust".
El domingo 16 de julio de 1944 vio por última vez a su esposa e hijos en Leipzig, marchando a Berlín para preparar el atentado en que intervendría el coronel Claus von Stauffenberg como promotor ejecutivo. De tener éxito, sería nombrado canciller.
Fracasado el "putsch", escapó de Berlín pero fue apresado el 12 de agosto en Marienwerder (Kwidzyn). Ocho miembros de su familia fueron enviados a campos de concentración, su hermano Fritz Goerdeler fue sentenciado a muerte y ejecutado el 1 de marzo de 1945.
Interrogado y torturado por la Gestapo, admitió que el Holocausto era el motivo principal para derrocar a Hitler. El 9 de septiembre fue juzgado en el Tribunal del Pueblo y sentenciado a muerte por el infame juez Roland Freisler. Fue torturado durante meses. Días antes de su ejecución escribió una carta testificando que la "Reinstalación Judía" era el peor de todos los crímenes nazis. Fue colgado el 2 de febrero de 1945 en la prisión de Plötzensee en Berlín. Antes escribió una carta que finaliza con "Pido al mundo que acepte nuestro martirio como disculpa hacia el pueblo alemán".